# Typhlotanais adipatus
Typhlotanais adipatus is een naaldkreeftjessoort uit de familie van de Typhlotanaidae. De wetenschappelijke naam van de soort is voor het eerst geldig gepubliceerd in 1982 door Tzareva.